# Ivindofloden
Ivindo-floden (fransk: Rivière Ivindo) er den vigtigste biflod til Ogooué-floden, som løber i Gabon.

## Flodens løb
Ivindofloden kommer fra det nordøstlige Gabon, hvor den er grænseflod til Cameroun og Republikken Congo. Den løber først modd øst, så mod syd og sydvest, og munder til sidst ud i Ogoouéfloden. Den løber gennem nogle af de vildeste og smukkeste regnskove i Afrika. Den øvre strækning af floden er ret stille og afvander det jævne plateau i det østlige Gabon. Neden for byen Makokou, der er den eneste betydningsfulde by ved floden, falder den stejlt fra plateauet i en række spektakulære vandfald og kløfter.

## Bifloder
- Djoua, som også er en naturlig grænse mellem Gabon og Congo
- Djadie, også skrevet Zadia, som flyder gennem Mekambo
- Liboumba, hvis vigtigste biflod er Lodié-floden
- Mvoung, som løber gennem Ovan, og den vigtigste biflod er Kuyefloden
- Oua
- Bouinandjé
- Karangoua

## Udforskning
Ivindo nedenfor Makokou blev første gang krydset af en whitewaterekspedition i 1998. Det var en gruppe fra Jackson Hole, Wyoming. Gruppen stødte på fire imponerende vandfald: Kongue, Mingouli, Tsengue Leledei og et unavngivet og ubeskrevet vandfald mellem Mingouli og Tsengue Leledei, som måske var det smukkeste af dem alle. Der var mange strækninger med strømfald, og langs bredderne var bemærkelsesværdig for grupper af elefanter og lejlighedsvist andre pattedyr.

## Trivia
- Trans-Gabonjernbanen har to broer over sammenløbet mellem Ivindo- og Ogowe-floderne.
- Meget af området omkring Ivindo har fået status som nationalpark.